# Historischer Tanz
Historischer Tanz ist ein Oberbegriff für den europäischen Gesellschaftstanz und Bühnentanz des 15. bis 19. Jahrhunderts. Im Gegensatz zum Volkstanz/traditionellen Tanz und auch zum klassischen Ballett beruht er nicht auf einer kontinuierlichen direkten Weitergabe, sondern basiert auf schriftlichen Quellen und ikonographischen Zeugnissen. Er umfasst in der Regel Tanzformen der Oberschicht und des Bürgertums. Die früher geprägte Bezeichnung Höfischer Tanz gilt wegen der zahlreichen Überschneidungen des Tanzrepertoires zwischen Adel und bürgerlichen Schichten inzwischen als überholt.

Mit dem Aufkommen der Alte-Musik-Bewegung im 20. Jahrhundert erwachte auch das Interesse für die Tanzformen früherer Jahrhunderte. Frühe Pioniere in der Forschung auf diesem Gebiet waren Melusine Wood und Mabel Dolmetsch, in Deutschland legte insbesondere Karl-Heinz Taubert die Basis für eine intensivere Erforschung der Tanzgeschichte vor 1900.

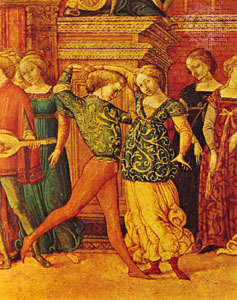
Renaissancetanz. Detail aus „Antiochus und Stratonice“ vom so genannten Meister der Stratonike, Siena, 15. Jahrhundert (heute in der Huntington Library, San Marino (Kalifornien))

### Renaissance

Titelblatt des Tanzbuchs von John Playford (1651)

## Bühnentanz

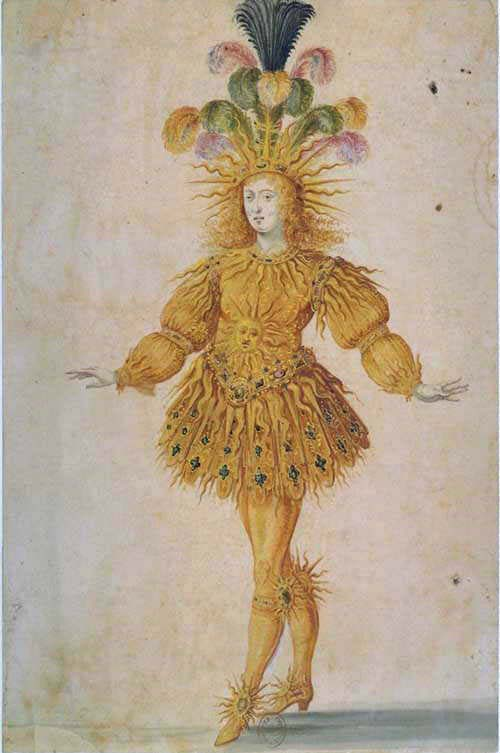
Der junge Ludwig XIV. in der Hauptrolle des Apollo im „Ballet royal de la nuit“ 1653